# Malmö Isstadion
A Malmö Isstadion egy fedett aréna Malmőben, korábban a Malmö Redhawks otthona (a csapat 2008 novemberében a Malmö Arenába költözött).
A stadion több rendezvénynek is helyt adott, például az 1992-es Eurovíziós Dalfesztiválnak és a 2003-as műkorcsolya- és jégtánc-Európa-bajnokságnak. Az arénát 2013 folyamán jelentősen felújításon esett át a 2014-es U20-as jégkorong-világbajnokságra, aminek a Malmö Arenával közösen adott otthont.